# Acroteriobatus omanensis
Acroteriobatus omanensis is een vissensoort uit de familie van de vioolroggen (Rhinobatidae). De wetenschappelijke naam van de soort is voor het eerst geldig gepubliceerd in 2016 door Last, Henderson & Naylor.